# Richard August Reitzenstein
Richard August Reitzenstein (2 avril 1861 à Breslau - 21 mars 1931 à Göttingen) est un philologue, spécialiste des religions grecques, de l'hermétisme et du gnosticisme. 

## Biographie
Il est décrit par Kurt Rudolph comme "l'un des chercheurs les plus stimulants sur les gnostiques". Avec Wilhelm Bousset il était une des figures majeures de la Religionsgeschichtliche Schule (École de l'Histoire des Religions) .
Son Poimandres : Studien zur Griechisch-Ägyptischen und frühchristlichen Literatur paru en 1904 a été une étude novatrice sur le Pimandre comparé au Pasteur d'Hermas.
En collaboration avec l'égyptologue Wilhelm Spiegelberg, Richard August Reitzenstein a aussi fondé la fameuse collection de papyri grecs et égyptiens de Strasbourg alors qu'il était en expédition en Égypte en 1898-1899.
Bousset, puis Reitzenstein ainsi que Rudolf Bultmann sont connus pour avoir promu la théorie d'un gnosticisme préchrétien et son influence sur le Nouveau Testament. Les chercheurs modernes rejettent ces théories tout en acceptant que de nombreuses caractéristiques du christianisme gnostique peuvent être déduites de racines préchrétiennes juives et hellénistiques.